# Éparchie Sainte-Marie-Reine-de-la-Paix des syro-malankars des États-Unis et du Canada
L'éparchie Sainte-Marie-Reine-de-la-Paix des syro-malankars des États-Unis et du Canada est une juridiction de l'Église catholique pour les fidèles syro-malankares vivant aux États-Unis et au Canada.

## Histoire
L'exarchat apostolique des États-Unis d'Amérique pour les fidèles de rite syro-malankar (en latin : exarchatus apostolicus pro christifidelibus ritus syro-malankarensis in Foederatis Civitatibus Americae Septentrionalis) est érigé le 15 juillet 2010, par la constitution apostolique Sollicitudinem gerentes du pape Benoît XVI.
Le 4 janvier 2016, le pape François l'élève au rang d'éparchie en étendant sa juridiction non seulement aux États-Unis mais également au Canada.
L'Église catholique syro-malankare fait partie des Églises catholiques orientales en communion avec l'évêque de Rome. De tradition syriaque, elle est implantée au Kerala en Inde.
L'exarchat apostolique est une juridiction ayant à sa tête un évêque titulaire, représentant de l'archevêque majeur primat de l'Église syro-malankare, pour les fidèles de cette Église dans un territoire qui n'a pas d'évêque en propre. L’éparchie quant à elle constitue un diocèse de plein exercice dans les Églises de rite oriental.

## Statistiques
L'éparchie compte une vingtaine de paroisses pour environ 11 500 fidèles aux États-Unis et au Canada.

## Cathédrale
Le siège de l'éparchie se trouve en la cathédrale Saint-Vincent-de-Paul à Elmont dans l'État de New York.

## Liste des ordinaires

### Est exarque apostolique
- 14 juillet 2010 - 4 janvier 2016 : Thomas Naickamparampil (en) (Thomas Eusebios Naickamparampil)

### Sont éparques
- 4 janvier 2016 - 5 août 2017 : Thomas Naickamparampil (en) (Thomas Eusebios Naickamparampil)
- depuis le 5 août 2017 : Philippos Thottathil (en) (Philippos Stephanos Thottathil)